# Xinglongchang (sockenhuvudort i Kina, Yunnan Sheng, lat 28,27, long 104,39)
Xinglongchang (kinesiska: 兴隆场, 兴隆乡) är en sockenhuvudort i Kina. Den ligger i provinsen Yunnan, i den sydvästra delen av landet, omkring 390 kilometer nordost om provinshuvudstaden Kunming. Antalet invånare är 34 443. Befolkningen består av 16 544 kvinnor och 17 899 män. Barn under 15 år utgör 26,0 %, vuxna 15-64 år 66 %, och äldre över 65 år 6,0 %.
Runt Xinglongchang är det tätbefolkat, med 266 invånare per kvadratkilometer. Xinglongchang är det största samhället i trakten. I omgivningarna runt Xinglongchang växer i huvudsak blandskog.
Genomsnittlig årsnederbörd är 1 329 millimeter. Den regnigaste månaden är juli, med i genomsnitt 290 mm nederbörd, och den torraste är januari, med 17 mm nederbörd.